# Marques Batista de Abreu
Marques Batista de Abreu (Guarulhos, 12 maart 1973), ook wel kortweg Marques genoemd, is een voormalig Braziliaans voetballer.

## Biografie
Marques begon zijn carrière in 1992 bij Corinthians. Met deze club won hij het Campeonato Paulista en de Copa do Brasil. In 1996 maakte hij de overstap naar Flamengo, waarmee hij het Campeonato Carioca en de Copa de Oro Nicolás Leoz won. Na een kort verblijf bij São Paulo ging hij vijf jaar voor Atlético Mineiro spelen. Reeds in het eerste seizoen won hij met de club de Copa CONMEBOL en later nog drie keer het Campeonato Mineiro. In 2003 ging hij voor Vasco da Gama spelen, waarmee hij ook het Campeonato Carioca won. Hierna trok hij voor twee jaar naar het Japanse Nagoya Grampus. In 2005 keerde hij terug naar Atlético Mineiro en ging dan opnieuw een jaar in Japan spelen. Hij beëindigde zijn carrière bij Atlético Mineiro.
Marques debuteerde in 1994 in het Braziliaans nationaal elftal en speelde dertien interlands.
| Interlands van Marques Batista de Abreu voor Brazilië | Interlands van Marques Batista de Abreu voor Brazilië | Interlands van Marques Batista de Abreu voor Brazilië | Interlands van Marques Batista de Abreu voor Brazilië | Interlands van Marques Batista de Abreu voor Brazilië | Interlands van Marques Batista de Abreu voor Brazilië |
| №                                                     | Datum                                                 | Wedstrijd                                             | Uitslag                                               | Competitie                                            | Goals                                                 |
| ----------------------------------------------------- | ----------------------------------------------------- | ----------------------------------------------------- | ----------------------------------------------------- | ----------------------------------------------------- | ----------------------------------------------------- |
| 1                                                     | 23.12.1994                                            | Brazilië – Joegoslavië                                | 2 – 0                                                 | Oefeninterland                                        | ??                                                    |
| 2                                                     | 27.09.1995                                            | Brazilië – Roemenië                                   | 2 – 2                                                 | Oefeninterland                                        | ??                                                    |
| 3                                                     | 27.03.1996                                            | Brazilië – Ghana                                      | 8 – 2                                                 | Oefeninterland                                        | ??                                                    |
| 4                                                     | 27.06.1996                                            | Brazilië – Polen                                      | 3 – 1                                                 | Oefeninterland                                        | ??                                                    |
| 5                                                     | 18.07.2000                                            | Paraguay – Brazilië                                   | 2 – 1                                                 | WK-kwalificatie                                       | ??                                                    |
| 6                                                     | 26.07.2000                                            | Brazilië – Argentinië                                 | 3 – 1                                                 | WK-kwalificatie                                       | ??                                                    |
| 7                                                     | 15.08.2000                                            | Chili – Brazilië                                      | 3 – 0                                                 | WK-kwalificatie                                       | ??                                                    |
| 8                                                     | 03.09.2000                                            | Brazilië – Bolivia                                    | 5 – 0                                                 | WK-kwalificatie                                       | ??                                                    |
| 9                                                     | 08.10.2000                                            | Venezuela – Brazilië                                  | 0 – 6                                                 | WK-kwalificatie                                       | ??                                                    |
| 10                                                    | 15.11.2000                                            | Brazilië – Colombia                                   | 1 – 0                                                 | WK-kwalificatie                                       | ??                                                    |
| 11                                                    | 31.01.2002                                            | Brazilië – Bolivia                                    | 6 – 0                                                 | Oefeninterland                                        | ??                                                    |
| 12                                                    | 06.02.2002                                            | Saoedi-Arabië – Brazilië                              | 0 – 1                                                 | Oefeninterland                                        | ??                                                    |
| 13                                                    | 07.03.2002                                            | Brazilië – IJsland                                    | 6 – 1                                                 | Oefeninterland                                        | ??                                                    |